# ديانا غلاوبر
ديانا غلاوبر هي رسامة هولندية، ولدت في 11 يناير 1650 في أوترخت في هولندا، وتوفيت في 1721 في هامبورغ في الولايات المتحدة.